# Liste der Nummer-eins-Hits in den Rhythmic Airplay Charts (2005)
| Singles |
| --- |
| - Mario - Let Me Love You - 7 Wochen (1. Januar – 18. Februar) - 50 Cent - Disco Inferno - 1 Woche (19. Februar – 25. Februar) - Lil Jon & The East Side Boyz feat. Usher und Ludacris - Lovers & Friends - 1 Woche (26. Februar – 4. März) - The Game feat. 50 Cent - How We Do - 1 Woche (5. März – 11. März) - 50 Cent feat. Olivia - Candy Shop - 8 Wochen (12. März – 6. Mai) - The Game feat. 50 Cent - Hate It or Love It - 2 Wochen (7. Mai – 20. Mai) - Ciara feat. Ludacris - Oh - 2 Wochen (21. Mai – 3. Juni) - Mariah Carey - We Belong Together - 10 Wochen (4. Juni – 12. August) - Bow Wow feat. Omarion - Let Me Hold You - 5 Wochen (13. August – 16. September) - Mariah Carey - Shake It Off - 2 Wochen (17. September – 30. September) - Bow Wow feat. Ciara - Like You - 1 Woche (1. Oktober – 7. Oktober) - Kanye West feat. Jamie Foxx - Gold Digger - 6 Wochen (8. Oktober – 18. November) - Chris Brown - Run It! - 7 Wochen (19. November 2005 – 6. Januar 2006) |